# Silvio Spaventa
Silvio Spaventa (Bomba, 12 mai 1822 - Rome, 20 Juin 1893) était un homme politique et patriote italien. Il a été sénateur du royaume d'Italie à la 16e législature.

## Biographie
Frère cadet du philosophe Bertrando, Silvio Spaventa est né dans une riche famille des Abruzzes : ses parents étaient Eustachio Spaventa et Maria Anna Croce, grand-tante du philosophe Benedetto Croce, qui a été confiée à sa protection après la mort de ses parents dans le tremblement de terre de Casamicciola de 1883.
Il a reçu sa première éducation à la maison et, en 1836, il a été envoyé pour continuer ses études au séminaire de Chieti, où son frère étudiait déjà ; il acheva ses études au séminaire de Montecassino où, en 1838, Bertrando avait obtenu le poste de professeur de mathématiques et de rhétorique. Ici, il est devenu ami avec le philosophe Antonio Tari,,.
En 1843, il s'installe à Naples, où il travaille comme tuteur des enfants du magistrat Benedetto Croce, frère de sa mère et grand-père du philosophe homonyme.

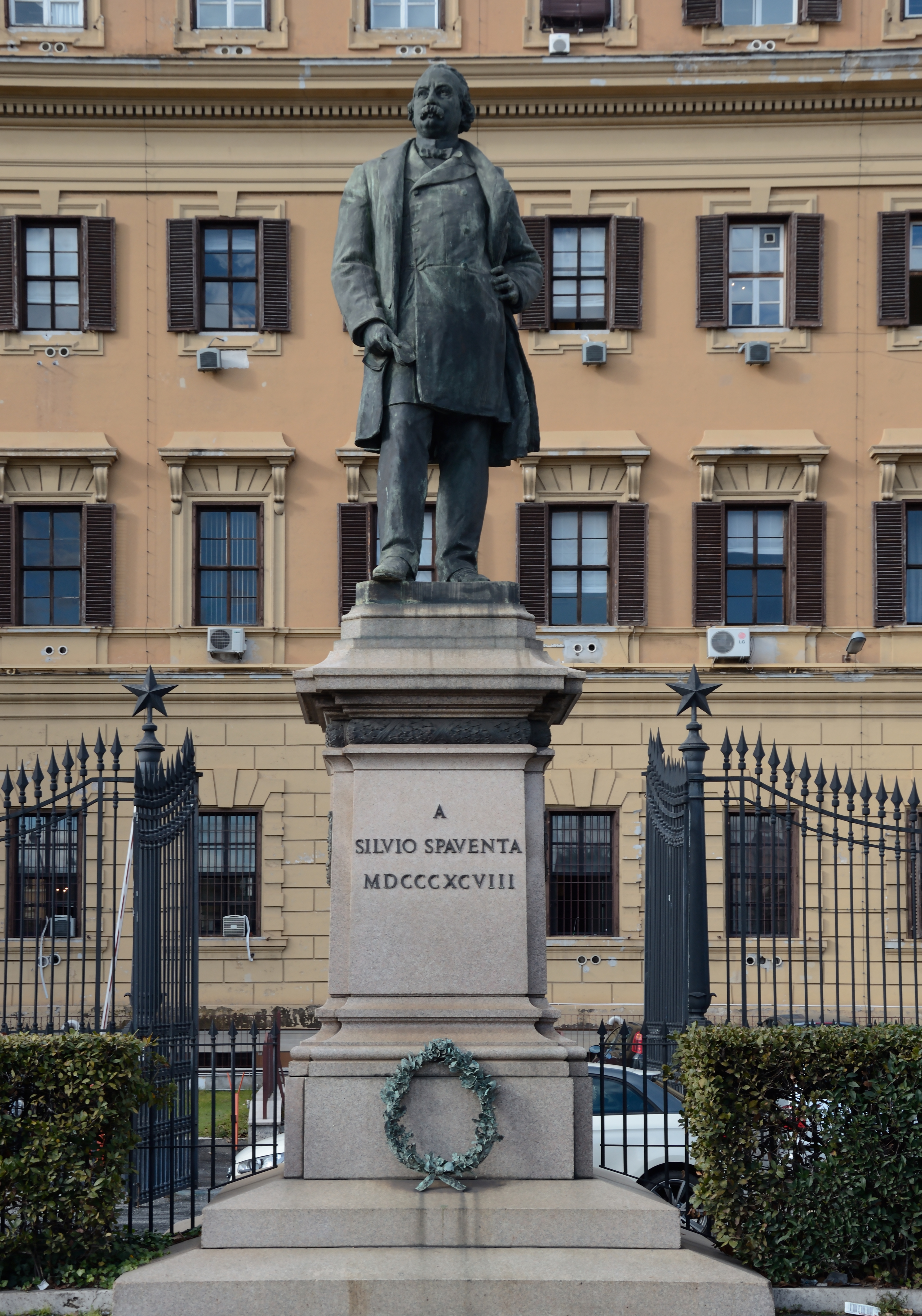
Copie d'une statue de Silvio Spaventa devant le ministère des finances, Via Venti Settembre (Rome). L'original se trouve à Bomba, province de Chieti.

Ici, il entre en contact avec la pensée libérale et hégélienne. Cependant, il a été rapidement contraint d'abandonner la ville pour son orientation politique: il est resté en Toscane, où il a resserré ses liens étroits avec la classe politique modérée locale. Il revient à Naples en février 1848, après l'octroi de la Constitution, et fonde le journal Il Nazionale, dont le premier numéro est paru le 1er mars 1848 : le journal devient rapidement une référence pour la bourgeoisie libérale, mais est également apprécié des milieux les plus conservateurs. et pro-Bourbon.
Il a également été élu député et a contribué à donner une dimension nationale au patriotisme napolitain, insistant sur la participation des troupes du royaume des Deux-Siciles à la guerre qui fut alors appelée première guerre d'Indépendance.

### Exil
Après que Ferdinand II de Bourbon, le 15 mai 1848, révoque la Constitution qu'il avait accordée peu de temps auparavant, et bombarde des quartiers de Naples où se trouvaient les rebelles dans sa maison, Silvio Spaventa, accusé d'avoir soutenu la résistance du général Guglielmo Pepe, a été arrêté ( 19 mars 1849 ) et enfermé dans la prison de San Francesco.
Reconnu coupable de complot contre la sécurité intérieure de l'État et de sédition, il a été condamné à mort par pendaison (8 octobre 1852 ), mais sa peine a ensuite été commuée en réclusion à perpétuité (comme le fait souvent le juge Bourbon); il est resté dans la prison de Santo Stefano pendant six ans, durant lesquels il se consacre aux études politiques et philosophiques; le 11 janvier 1859, la peine fut de nouveau commuée en exil perpétuel. Le bateau à vapeur Stewart, qui devait le conduire avec 68 autres prisonniers politiques en Amérique, à la suite de la mutinerie organisée par le fils de Luigi Settembrini, officier de la marine marchande britannique, l'emmena en Irlande (6 mars 1859 ) près de Queenstown, dans la baie de Cork ; de là, il atteignit Londres puis Turin, où il entra en contact avec Cavour devenant l'un des fidèles disciples et l'un des principaux partisans de sa politique.

### L'activité politique après l'unification de l'Italie
Il fut renvoyé à Naples par Cavour et les Savoie (qui avaient déjà en tête l'invasion du royaume des Deux-Siciles également par Garibaldi) en juillet 1860 pour préparer l'annexion de ces territoires du sud à ce qui deviendra plus tard le royaume de Italie : il essaya, sans succès, de faire en sorte que cela se produise le plus tôt possible, sans attendre l'arrivée de Garibaldi à Naples, qui, prenant alors le titre de Dictateur, l'expulsa (25 septembre 1860 ). Il revient à Naples en octobre, assumant le poste de ministre de la police dans le lieutenant-gouvernement (de novembre 1860 à juillet 1861), confronté énergiquement à la situation napolitaine difficile (jusqu'à subir une attaque sensationnelle à laquelle il a réussi à s'échapper), également avec l'aide du baron régional Rodrigo Nolli.
Il a siégé à la Chambre des députés en continu de 1861 à 1889, dans les rangs de la droite historique. Il est nommé sous-secrétaire à l' Intérieur dans les gouvernements Farini et Minghetti (de décembre 1862 à septembre 1864 ) devenant le principal inspirateur de la politique de sécurité intérieure de l'État: il organise la répression du brigandage sud et les manifestations de Turin de 1864 provoquées par la convention de septembre qui prévoit déplacer également la capitale à Florence.
Il était ministre des Travaux publics dans le deuxième gouvernement Minghetti (de juillet 1873 à mars 1876 ): à ce titre, il était l'auteur du projet de loi qui prévoyait la nationalisation du réseau ferroviaire, ce qui a aliéné le soutien des députés toscans à son gouvernement et elle provoqua la chute du gouvernement et la fin de la droite historique en mars 1876.
Nommé sénateur du Royaume en 1889, grâce à Francesco Crispi, il devient également président de la IVe section du Conseil d'État.
Il est décédé à Rome le 20 juin 1893. Il a eu des funérailles d'État et son corps est enterré dans le cimetière de Campo Verano.

## La pensée et le travail

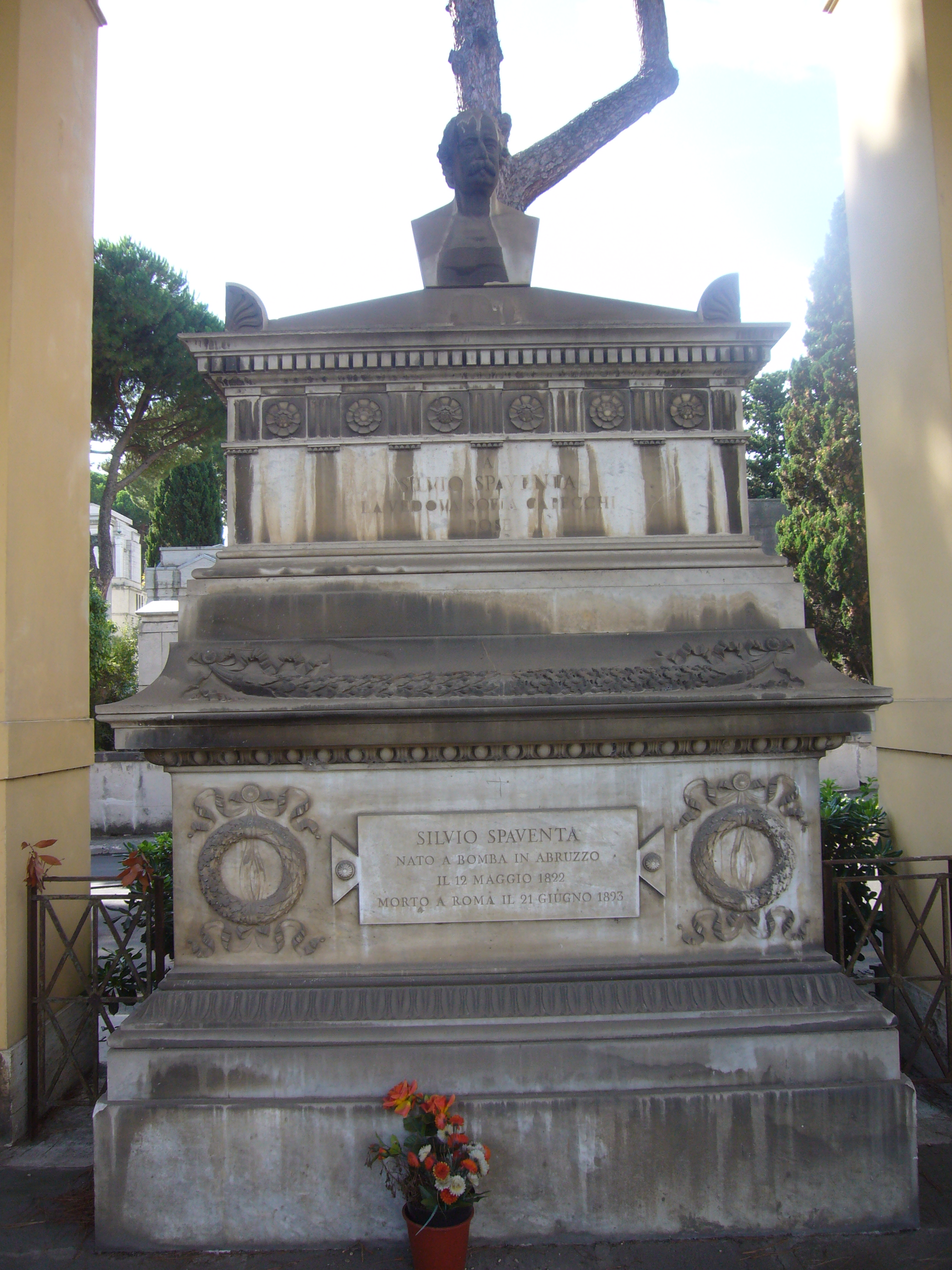
Monument funéraire de Spaventa al Verano.

Influencé par la conception hégélienne de l'État, Spaventa était l'un des théoriciens les plus originaux du libéralisme en Italie au XIXe siècle ; en controverse avec le transformisme d' Agostino Depretis, il prône un bipartisme à l'anglaise.
Dans sa doctrine constitutionnelle, il était partisan d'un État fort mais non autoritaire et soutenait avec ténacité la séparation rigoureuse de la sphère politique de la sphère administrative: son travail, sur ce point, s'est développé sur une période de vingt ans et a finalement été couronné de succès, façonnant la justice administrative italienne tout au long du siècle suivant.
En 1868, il avait été nommé membre du Conseil d'État , alors un organe n'ayant encore que des fonctions consultatives. Mais Spaventa, du traitement parlementaire de la question ferroviaire, était convaincu que « l'Etat (...) est la conscience directive, pour laquelle une nation sait qu'elle est guidée dans ses voies, la société se sent en sécurité dans ses institutions, les citoyens ils se voient protégés dans leurs biens et dans les personnes » : il a donc commencé à préconiser un nouvel équilibre entre autorité et liberté, par la création d'un nouvel instrument juridictionnel de protection.
Après le discours de Bergame sur la justice dans l'administration du 6 mai 1880, il a fait le choix de conférer des fonctions juridictionnelles à la quatrième section. En 1880, saluant l'achèvement de la défense du citoyen dans la juridiction de droit public dans son discours solennel d'inauguration de la IVème section qu'il avait été appelé à présider, Spaventa a dit les mots suivants :

« Ces garanties de justice et d'impartialité sont désormais devenues un besoin beaucoup plus impérieux, car l'administration d'État veut être protégée autant que possible des influences de l'esprit partisan qui corrode ses forces et modifie son objectif le plus essentiel et le plus bénéfique: celle de ne plus être une administration de classe, mais éminemment sociale et orientée vers le bien commun. »

## Honneurs
Grand Officier de l'Ordre des Saints Maurice et Lazare
Grand Officier de l'Ordre de la Couronne d'Italie